# Eleccions legislatives del Kirguizstan de 2021
El 28 de novembre de 2021 es van celebrar eleccions legislatives anticipades al Kirguizstan. Es van celebrar després de l'anul·lació dels resultats de les eleccions d'octubre de 2020 i les subsegüents protestes contra la realització dels comicis. Set partits van superar el llindar del 5% i ocuparan escons en el Parlament. La participació va aconseguir un mínim històric, inferior al 35%.

## Context
Després de les protestes a gran escala al Kirguizstan en 2020, que van desembocar en l'anul·lació dels resultats de les eleccions parlamentàries d'octubre, així com en la dimissió del president Sooronbay Jeenbekov, el cap de la Comissió Electoral Central (CEC) va anunciar el 16 d'octubre de 2020 que la repetició de les eleccions podria celebrar-se el 20 de desembre. En una reunió de la CEC celebrada el 21 d'octubre, les eleccions es van programar per a la citada data de desembre. No obstant això, només un dia després, el 22 d'octubre, el Consell Suprem va votar un projecte de llei pel qual s'ajornaven les eleccions parlamentàries anticipades i es determinava que se celebrarien a tot tardar l'1 de juny de 2021, després de l'aprovació de noves esmenes a la Constitució.
El 10 de gener de 2021 es van celebrar simultàniament les eleccions presidencials i les del referèndum sobre el sistema de govern. Com a resultat, Sadir Japarov va ser elegit president, amb una majoria de votants que van aprovar la seva visió d'una reforma constitucional que advocava per tornar al sistema presidencial del país. Després d'assumir el càrrec, durant una entrevista amb l'agència de notícies kazakh Kazinform, Japarov va anunciar que les eleccions parlamentàries no se celebrarien al juny, sinó a la tardor.
En el transcurs dels canvis polítics, Kirguizstan va sofrir una reculada democràtica amb un descens en la seva classificació mundial de Freedom House a la categoria "No lliure". A més, diversos activistes i acadèmics que van criticar a les autoritats van ser acusats de traïció després de ser acusats de fer una crida a la presa violenta del poder.
El febrer de 2021 es va donar a conèixer un nou esborrany de la Constitució, la qual cosa va donar lloc a més convocatòries de referèndum, que es va celebrar l'abril de 2021 i va ser aprovat per la majoria dels votants. Després d'entrar en vigor el 5 de maig de 2021, els escons del Consell Suprem es van reduir de 120 a 90, juntament amb els poders dels diputats, i es va crear un òrgan polític consultiu. Al cap d'Estat (president) se li va concedir més autoritat executiva, així com el poder de nomenar a gairebé tots els jutges i caps dels organismes encarregats de fer complir la llei. Les noves esmenes al Codi Penal, propostes pel Ministeri de l'Interior, van ser condemnades per Human Rights Watch, que va advertir que «posarien en perill la llibertat d'associació i d'expressió».

## Sistema electoral
Dels 90 escons del Consell Suprem, 54 es triaran per representació proporcional en una circumscripció única nacional i 36 en circumscripcions uninominals. Per a obtenir escons, els partits han de superar un llindar electoral nacional del 5% dels vots emesos (per sota del 7% de les eleccions d'octubre de 2020), i rebre almenys el 0,5% dels vots en cadascuna de les set regions. Les llistes són obertes, i els votants poden emetre un únic vot preferencial. Cap partit pot obtenir més de la meitat dels escons proporcionals. Les llistes dels partits han de tenir almenys un 30% de candidats de cada sexe, i un de cada quatre candidats ha de ser de diferent sexe. També s'exigeix que cada llista tingui almenys un 15% de candidats de minories ètniques i un 15% de menors de 35 anys, així com almenys dos candidats amb discapacitat.
A més, el Parlament va abolir l'ús del formulari núm. 2, que permetia als votants kirguissos registrar-se per a votar fora dels seus districtes oficials de residència. El sistema pretenia permetre als treballadors emigrants votar allí on treballaven, però després que en les anteriors eleccions, anul·lades, es registrés un número rècord d'aquesta mena de paperetes, es va pensar que s'abusava dels formularis per a manipular els totals de vots en les diferents regions.

## Reaccions
Després de l'anunci dels resultats preliminars de la votació, els partits de l'oposició van denunciar les eleccions en una protesta celebrada a Bixkek el 29 de novembre de 2021, al·legant un presumpte frau electoral ocorregut durant el recompte, ja que una apagada en la pantalla de tabulació havia mostrat que diversos partits estaven per sota del llindar electoral del 5%. Omurbek Tekebaiev, líder del Partit Socialista Ata Meken, va demanar que s'anul·lessin de nou els resultats, igual que en les anteriors eleccions parlamentàries. En resposta a les acusacions, la presidenta de la CEC va afirmar que la fallada només s'havia produït en la pantalla del monitor i no dins del procés de recompte, la qual cosa hauria afectat els resultats.
L'1 de desembre de 2021, Omurbek Tekebaiev va ser agredit per desconeguts en un restaurant. En resposta, Tekebaiev va relacionar l'incident amb les seves activitats, qualificant-lo de «terror polític».